# Hiéroglyphe égyptien F20
La langue de bovin, en hiéroglyphes égyptiens, est classifiée dans la section F « Parties de mammifères » de la liste de Gardiner ; cet hiéroglyphe y est noté F20.

## Représentation
Il représente une langue de bovin (Bos taurus). Il est translittéré ns ou jmy-r. 

## Utilisation
| F20 · Z1 · F51 |

| F20 · Z1 · F51 |

d'où découle son utilisation en tant que phonogramme bilitère de valeur ns.
| m&r |

| m&r |

C'est un déterminatif des actions en rapport avec la langue.
| Z6 |

| Z6 |

## Exemples de mots
| n · F20 | s | r | Q7 |

| n · F20 | s | r | Q7 |

| n · F20 | t · g |

| n · F20 | t · g |

| d · p | F20 | A2 |

| d · p | F20 | A2 |